# Rácovice
Rácovice település Csehországban, a Třebíči járásban. Rácovice Třebelovice, Dědice, Komárovice, Kojatice, Moravské Budějovice és Budkov településekkel határos. Lakosainak száma 117 fő (2024. január 1.).

## Népesség
A település lakosságának változását az alábbi diagram mutatja:
| Lakosok száma | 229  | 241  | 267  | 188  | 139  | 113  | 109  | 116  | 118  | 117  |
|               | 1869 | 1900 | 1921 | 1961 | 1980 | 2011 | 2016 | 2019 | 2021 | 2024 |